# Sutter
Sutter oder De Sutter ist ein Familienname.

## Wortherkunft
Sauter (Schreibvariante: Sautter) sowie – ohne frühneuhochdeutsche Diphthongierung – Suter (Schreibvariante: Sutter) ist ein altes, im 15. Jahrhundert ausgestorbenes deutsches Wort für „Näher, Schneider, Schuster“, das über mittelhochdeutsch sûtære, althochdeutsch sũtāri auf lateinisch sūtor „Schuster, Schuhmacher“ zurückgeht.

## Namensträger

### A
- Alain Sutter (* 1968), Schweizer Fußballspieler
- Andreas Daniel Sutter (1880–1968), Schweizer Ingenieur
- Anna Sutter (1871–1910), deutsch-schweizerische Opernsängerin (Sopran)

### B
- Beat Sutter (* 1962), Schweizer Fußballspieler
- Beatrice Sutter-Kottlar (1883–1935), deutsche Opernsängerin (Sopran)
- Berthold Sutter (1923–2004), österreichischer Rechtshistoriker
- Brandon Sutter (* 1989), kanadischer Eishockeyspieler
- Brent Sutter (* 1962), kanadischer Eishockeyspieler und -trainer
- Brett Sutter (* 1987), kanadischer Eishockeyspieler
- Brian Sutter (* 1956), kanadischer Eishockeyspieler und -trainer
- Brody Sutter (* 1991), kanadischer Eishockeyspieler
- Bruno Sutter (* 1977), Schweizer Fußballspieler

### C
- Carl Sutter (1867–1924), deutscher Kunsthistoriker
- Carlo Schmid-Sutter (* 1950), Schweizer Politiker
- Charles E. Sutter, US-amerikanischer Filmtechniker und Erfinder
- Christoph Rehmann-Sutter (* 1959), Schweizer Bioethiker
- Conrad Sutter (1856–1927), deutscher Architekt und Grafiker
- Cony Sutter, Bühnenpartner von Peter Pfändler des Comedy-Duos Sutter & Pfändler
- Corinne Sutter (* 1985), Schweizer Künstlerin
- Cyrill Sutter (* 2000), Schweizer Unihockeyspieler

### D
- Darryl Sutter (* 1958), kanadischer Eishockeyspieler und -trainer
- Dave Sutter (* 1992), Schweizer Eishockeyspieler
- Duane Sutter (* 1960), kanadischer Eishockeyspieler und -trainer

### E
- Emil Sutter (1921–2006), Schweizer Drucker und Verleger
- Ernst Sutter (Unternehmer) (1909–1976), Schweizer Metzger und Unternehmer
- Ernst Sutter (1914–1999), Schweizer Ornithologe
- Ernst-Friedrich Sutter (1919–1998), deutscher Maler

### F
- Fabian Sutter (* 1982), Schweizer Eishockeyspieler
- Fidelis Sutter (1796–1883), italienischer Kapuziner und erster Apostolischer Vikar von Tunis
- Fritz Sutter (1932–2018), Schweizer Typograf und Heimatforscher

### G
- Gerd Sutter (1962–2023), deutscher Veterinärmediziner, Mikrobiologe und Hochschullehrer für Virologie

### H
- Hans Sutter (1921–1988), Schweizer Archivar und Historiker
- Hans Sutter (Politiker), Schweizer Politiker, Mitglied der Standeskommission des Kantons Appenzell Innerrhoden
- Heinz Sutter (1907–1987), Schweizer Maler und Lehrer
- Herb Sutter, US-amerikanischer Informatiker

### J
- Jakob Sutter (1874/1875–1939), Schweizer Geometer und Bauunternehmer
- Jean Sutter (1911–1998), französischer Psychiater
- Joe Sutter (Joseph F. Sutter; 1921–2016), US-amerikanischer Luftfahrtingenieur
- Johann Sutter (Theologe) (auch Johann Sutor oder Johann Suter; † 1539), deutscher Theologe
- Johann August Sutter (eigentlich Johann August Suter; 1803–1880), Schweizer Kaufmann und Gründer von Neu-Helvetien
- Johann August Sutter junior (1826–1897), schweizerisch-amerikanischer Stadtgründer und Konsul
- Johann Jakob Sutter (1812–1865), Schweizer Politiker und Unternehmer
- Johann Ulrich Sutter-Goldener (1793–1869), Schweizer Textilunternehmer und Politiker, Kantonsrat Appenzell Ausserrhoden
- Johann Ulrich Sutter-Sutter (1822–1882), Schweizer Kaufmann und Politiker, Nationalrat Appenzell Ausserrhoden
- Joos Sutter (* 1964), Schweizer Manager
- Joseph Sutter (Maler, † 1781), Schweizer Maler
- Joseph Sutter (Maler, † 1833), Schweizer Dekorationsmaler
- Joseph Sutter (Maler, † nach 1839), Schweizer Maler
- Joseph Sutter (Maler, 1781) (1781–1866), österreichischer Maler
- Justine De Sutter (* 1995), belgische Tennisspielerin

### K
- Karin Keller-Sutter (* 1963), Schweizer Politikerin (FDP)
- Karl Sutter (1914–2003), deutscher Leichtathlet
- Kaspar Sutter (* 1975), Schweizer Ökonom und Politiker
- Katharina Sutter (* 1968), Schweizer Bobfahrerin
- Kunigunda Sutter von Rosenfeldt (auch La Sutterin; † 1711), österreichische Sängerin (Sopran)
- Kurt Sutter (* 1960), US-amerikanischer Filmregisseur, Produzent und Schauspieler

### L
- Lini Sutter-Ambühl (* 1951), Schweizer Juristin und Kirchenfunktionärin
- Ludwig Sutter (1944–2020), Schweizer Bauunternehmer
- Lukas Sutter (* 1993), Schweizer Unihockeyspieler
- Luzia Sutter Rehmann (* 1960), Schweizer Theologin

### M
- Manfred Sutter (1943–2012), deutscher Politiker (CDU)
- Manuel Sutter (* 1991), österreichischer Fußballspieler
- Marcel Sutter (1919–1943), Kriegsdienstverweigerer
- Matthias Sutter (* 1968), österreichischer Volkswirt
- Michael Sutter (* 1995), Schweizer Unihockeyspieler
- Michèle Florence Sutter-Rüdisser (* 1975), Schweizer Wirtschaftswissenschaftlerin und Hochschullehrerin
- Monika Hornig-Sutter (* 1943), deutsche Politikerin (SPD), MdL

### N
- Nicola Sutter (* 1995), Schweizer Fußballspieler

### O
- Otto Ernst Sutter (1884–1970), deutscher Schriftsteller

### P
- Patrick Sutter (Eishockeyspieler) (* 1970), Schweizer Eishockeyspieler
- Patrick Sutter (Fussballspieler) (* 1999), Schweizer Fußballspieler
- Paul Sutter (Schriftsteller) (1864–1939), elsässisch-französischer Geistlicher und Schriftsteller
- Paul Sutter (Historiker) (Paul S. Sutter; * 1965), US-amerikanischer Historiker und Hochschullehrer
- Peter Sutter (* 1948), Schweizer Diplomat
- Peter Sutter (Künstler) (* 1963), Schweizer Künstler
- Petra De Sutter (* 1963), belgische Gynäkologin, Hochschullehrerin und Politikerin (Groen)

### R
- René Sutter (* 1966), Schweizer Fußballspieler
- Rich Sutter (* 1963), kanadischer Eishockeyspieler
- Rita Schwarzelühr-Sutter (* 1962), deutsche Politikerin (SPD), MdB
- Rolf Sutter (* 1944), deutscher Heraldiker
- Ron Sutter (* 1963), kanadischer Eishockeyspieler
- Ruben Sutter (1916–1985), Schweizer Botaniker
- Rudolf Sutter (1923–1989), Schweizer Gärtnereiunternehmer

### S
- Sabine Sutter-Suter (* 1964), Schweizer Politikerin (CVP)
- Scott Sutter (* 1986), Schweizer Fußballspieler
- Shaun Sutter (* 1980), kanadischer Eishockeyspieler
- Sonja Sutter (1931–2017), deutsche Schauspielerin
- Stefan Sutter (* 1961), Schweizer Politiker (CVP)

### T
- Thomas Sutter (Schwinger) (* 1973), Schweizer Schwinger
- Thomas Sutter (Schreiner) (* 1982), Schweizer Designer und Schreiner
- Thomas Sutter-Somm (* 1956), Schweizer Jurist und Hochschullehrer
- Tilmann Sutter (* 1957), deutscher Soziologe und Hochschullehrer
- Tom De Sutter (* 1985), belgischer Fußballspieler

### U
- Ueli Sutter (* 1947), Schweizer Radrennfahrer
- Ulrich Sutter (1626–1689), Schweizer Chronist und Landesstatthalter
- Ursula Sutter (* 1938), schweizerisch-deutsche Opernsängerin (Mezzosopran)

### V
- Veronika Sutter (* 1958), Schweizer Autorin und Kommunikationsberaterin

### W
- Werner Sutter (1923–2009), Schweizer Architekt
- Wilhelm Sutter (1862–1922), Schweizer Politiker
- Willi Sutter (1925–2015), deutscher Heimatforscher und Genealoge